# キリスト教弁証家
キリスト教弁証家（ - きょうべんしょうか、英語: Christian apologists）では、キリスト教における弁証家を扱う。

## 概要
キリスト教における弁証家（ギリシア語: Απολογητής, 英語: apologists, ドイツ語: Apologeten, ロシア語: Апологетов）とは、キリスト教に対する批難に対して弁証を行った教父・学者をいう。弁証学者、護教家とも呼ばれる。
弁証家・弁証学（英語: Apologetics, ドイツ語: Apologetik, ロシア語: Апологет）を意味する各言語における語彙のいずれも、ギリシア語で「弁明」を意味する"Απολογία"に由来している。その名の通り、キリスト教における弁証家とはキリスト教外の世界に対してキリスト教の真理性を弁明した人々である。

## 古代教会時代の弁証家
古代教会（時代区分：1世紀から6世紀まで）の弁証家については、東方弁証家と西方弁証家という区分がされる事がある。
ユダヤ人による迫害に際してユダヤ人に対する弁証書を書いた弁証家としては、東方弁証家に属するペラのアリストン、ユスティノス、西方弁証家のテルトゥリアヌスらがいる。

### 東方弁証家

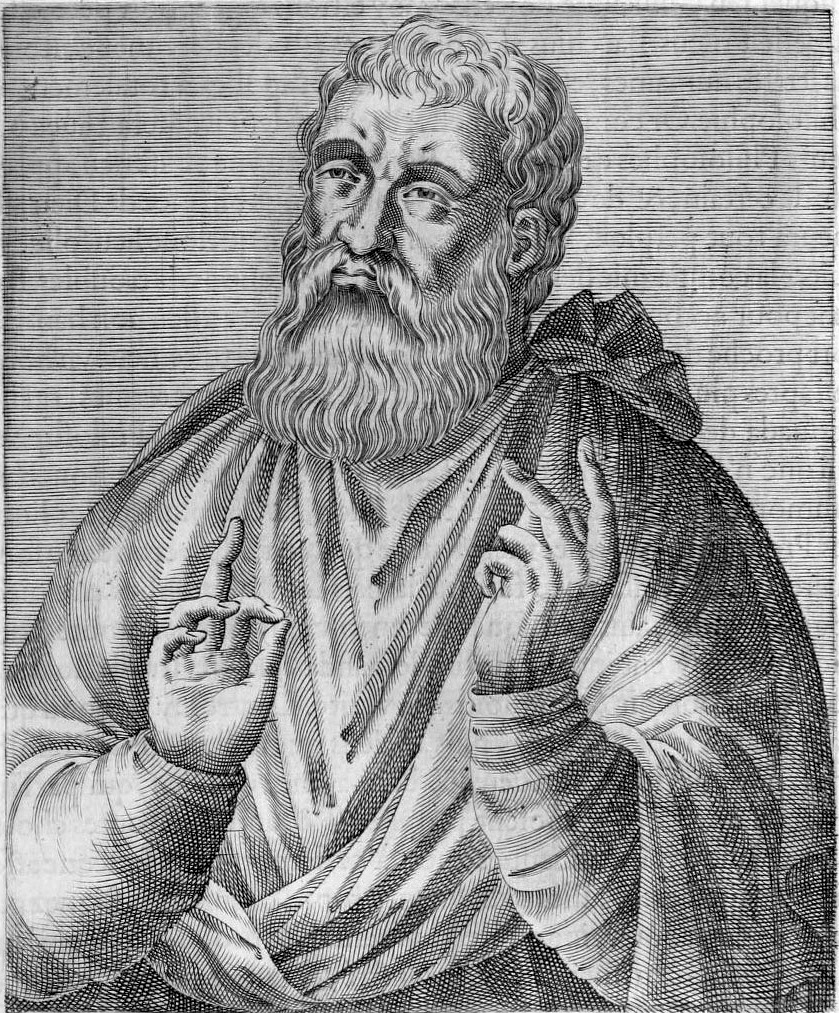
ユスティノス（16世紀の絵画）

上述のアリストン、ユスティノスはユダヤ人に対してキリスト教の弁証をおこなった。
非キリスト教徒文化人（風刺家・哲学者など）からの論難に対しては、オリゲネスが反駁を書いている。
ローマ帝国による迫害に際して皇帝などに弁証書を上書した弁証家として、クァドラトス、アテネのアリステイデス、ユスティノス、メリト、ヒエラポリスのアポリナリオス、ミルティアデス、アテナゴラスらがいる。また、アンティオキアのテオフィロス、タティアノスらは、啓蒙的弁証書を遺している。
また作者不詳の弁証書として『ディオグネトスに与える手紙』がある。
いずれも2世紀の著作が遺されているものであり、五賢帝時代以降、東方弁証家の活動は停滞した。その頃から西方の教父が弁証書を書くようになるが、数としてはそれほど多くなく、弁証家と言えばこれら東方の弁証家をいうことが多い。

### 西方弁証家
西方弁証家としては、カルタゴ出身のテルトゥリアヌス、ミヌキウス・フェリクス、アルノビウス、ラクタンティウスらが挙げられる。

### 弁証内容と目的
古代教会におけるキリスト教に対する主な論難は以下の3点にまとめられる。
- キリスト教は無神論である - 神像・皇帝を礼拝しない事による。
- キリスト教は不道徳である - 人肉嗜食、近親相姦といった論難。前者は特にキリストの体と血に与るとする聖餐（聖体拝領・領聖）を指したもの。
- 人類憎悪 - 孤高の道徳、異教徒との交際が不十分であること。

弁証家達の目的は以下3点にまとめられる。
- 中傷・誹謗への論駁
- 悪法の改正要求
- キリスト教が真理であることの立証

特に3番目の立証のプロセスにおいて、アンティオキアのテオフィロスにより三位一体（至聖三者）の語彙が最初に用いられるなど、三位一体論の萌芽がみられた。

## 古代教会時代以降の弁証家
（キリスト教の）弁証家と言った場合、古代教会時代に弁証家としての働きを行った教父・学者のみを指す場合もあるが、それ以後の時代にも、例えば16世紀のジョン・ジュエル（John Jewel、英国国教会）、19世紀のジョン・ヘンリー・ニューマン（カトリック教会）、20世紀半ばのC・S・ルイス（聖公会）などが"apologist"「弁証家」とも呼ばれるほか、現代のキリスト教指導者が同様に"apologist"「弁証家」と呼ばれるケースがある。こうした用例は西方教会のみならず、正教会にもみられる。
古代教会の弁証家は多くの教派において重視される一方、教派が分かれた後の「弁証家」については教派ごとに評価・位置付けが分かれる。例えば聖公会からカトリック教会に改宗した、カトリック教会の弁証家（Catholic apologist）と呼ばれる上述のジョン・ヘンリー・ニューマンのことは、当然聖公会は自派の弁証家とは認めない。改革派教会（カルヴァン主義）では、コーネリウス・ヴァン・ティルの前提主義弁証論が支配的である。